# Isozoanthus giganteus
Isozoanthus giganteus is een Zoanthideasoort uit de familie van de Parazoanthidae. De wetenschappelijke naam van de soort is voor het eerst geldig gepubliceerd in 1903 door Carlgren in Chun.